# Leonardo Tomás Cole
Leonardo Tomás Cole fue un arquitecto argentino, su obra más destacada es el Estadio del Club de Gimnasia y Esgrima La Plata.
Cole colaboró en el Consejo de Reconstrucción de San Juan y en el Consejo de Construcciones Antisísmicas y Reconstrucción de San Juan - CONCAR -, luego del terremoto de 1944.
Como arquitecto su obra más representativa fue la construcción del Estadio Juan Carmelo Zerillo.